# عبد النور كعوا
 عبد النور كعوا (1949 الجزائر) هو لاعب كرة قدم جزائري.

## روابط خارجية
- عبد النور كعوا على موقع ناشيونال فوتبول تيمز (الإنجليزية)